# Ophthalmolycus chilensis
Ophthalmolycus chilensis és una espècie de peix de la família dels zoàrcids i de l'ordre dels perciformes.

## Morfologia
- Els mascles poden assolir 27,1 cm de longitud total.[4][5]

## Hàbitat
És un peix marí i d'aigües profundes que viu fins als 1.000 m de fondària.

## Distribució geogràfica
Es troba davant les costes de Tocopilla (Xile).

## Observacions
És inofensiu per als humans.